# Ianthopappus
Ianthopappus, monotipski rod glavočika, dio tribusa Hyalideae Jedina vrsta je I. corymbosus iz Argentine, južnog Brazila i Urugvaja.
Rod je opisan 2001, a njegova vrsta prethodno je uključivana u rod Richterago (R. corymbosa)